# 尉犁國
尉犁国，在今新疆尉犁县、库尔勒市以北，王城在尉犁城，距离长安六千七百五十里。有一千二百户，九千六百口，胜兵二千人。西至都护治所（烏壘）三百里，南与鄯善、且末相接，西至无雷五百四十里。有尉犁侯、安世侯、左右将、左右都尉、击胡君各一人。汉朝时属于西域都护府、西域长史。三国以后被焉耆吞并。